# Catoblepia singularis
Catoblepia singularis är en fjärilsart som beskrevs av Gustav Weymer 1907. Catoblepia singularis ingår i släktet Catoblepia och familjen praktfjärilar. Inga underarter finns listade i Catalogue of Life.